# 欧洲刑警组织
欧洲联盟执法合作署，又称欧洲刑警组织（英語：European Union Agency for Law Enforcement Cooperation，简称；Europol）為欧盟的一个常設机构，屬於歐盟刑事司法合作之一部分，旨在加强欧盟成员国之间的执法合作。总部设在荷兰海牙。
该组织的前身为歐洲警察局（European Police Office）和歐洲刑警毒品处（Europol Drugs Unit）。

## 任務
在重大的跨國犯罪事項上協調各國警方之合作與支援，尤其是透過自動化的資訊系統。但與同屬歐盟刑事司法合作、且有偵查權的歐洲檢察官組織不同，Europol本身沒有傳統警局的調查權限。

## 大事紀
- 1992年，原歐洲共同體之全體12個會員國簽署《馬斯垂克條約》成立歐洲聯盟（1993年11月1日生效），條約第3條即預留了成立一個歐盟刑警組織的空間。
- 1993年4月2日，欧洲刑警组织成立，但此時歐盟尚未正式成立，因此前者还不是歐盟組織，只是一個由（未來的）歐盟成员国捐款成立的國際組織。
- 1998年10月1日，根據歐盟條約第3條而簽訂的《歐洲刑警組織條約》（The Europol Convention）生效，提供了歐洲刑警組織作為歐盟組織的法律基礎。
- 2010年1月1日，欧洲刑警组织成为欧盟的常設机构，其经费从欧盟公共预算中支出[4]；職掌範圍也擴大，不再限於協助各國警方調查組織犯罪，而是也能協助調查一切的跨國犯罪[5]。
- 2013年2月4日，歐洲刑警組織掌握確實證據並公布：一個總部位於新加坡的跨國犯罪集團，涉嫌操作全世界的職業足球賽[6][7]。2008-2011年，全世界職業足球賽共有680場比賽涉及為了賭盤利益而進行的不誠實競賽，包括歐、亞、非、南美、中美的比賽。在Europol管轄範圍的歐洲就有380場，涉案的現役或前球員、裁判和聯盟工作人員共425名，遍布歐洲15國，比賽層級廣達世界盃資格賽、歐洲盃資格賽、歐冠盃、以及歐洲各國國內聯賽。該集團因操作比賽獲利至少8百萬歐元，支付傭金至少2百萬歐元。其中光是德國的比賽，就獲利約690萬歐元，付給放水人員的酬庸達173萬歐元。[8][9]

## 參閱
- 國際刑警組織

## 外部連結
- 歐洲刑警組織 （页面存档备份，存于）